# جملة اسمية
الجملة الاسمية هي ما تقدم فيها العنصر الاسمي، ويتكون تركيبها الأساسي من جزأين هما: المبتدأ والخبر (المسند إليه والمسند).

فالعلاقة بين عنصري الجملة الاسمية هي علاقة الإسناد، فالمبتدأ موضوع، والخبر حديث عن هذا الموضوع، والمبتدأ محكوم عليه والخبر محكوم به. مثل: خالد كريم (مبتدأ + خبر).

## أنواع الجملة الاسمية
تقسم الجملة الاسميّة المنسوخة إلى ثلاثة أنواع، وهي: الجملة المثبتة، والجملة المنفيّة، والجملة المؤكدة.

### الجملة الاسمية المثبتة
عرّف البعض من النحويين الجملة الاسميّة المثبّتة بقولهم: «هي الجملة التي يدّل فيها المسند على الدّوام والثّبوت، أو التي يتّصف فيها المسند إليه اتّصافاً ثابتاً غير متجدّد، وهي التي يكون فيها المسند اسماً، وموضوع الاسم على أن يثبت به المعنى للشيء من غير أنْ يقتضي تجدّده شيئاً بعد شيء»، ويعني هذا أنّ الجملة الاسميّة المثبتّة هي التي تعطي المعنى التام المقصود عند المتكلم عندما يريد إيصاله إلى المستمع، سواءً أكان المستمع مستخبراً من المتحدّث أم كان مخبراً، وتمتاز الجملة الاسميّة المثبتّة بأنّها تبدأ دائماً باسم يكون المحور الرئيسي في الكلام وهو المبتدأ، نحو قولنا: «المؤمن صابرٌ»، وهذه الجملة استوفت شروطها بوجود الاسم الثاني وهو الخبر الذي أضاف الفائدة والمعنى الكامل للمبتدأ.

### الجملة الاسمية المنفية
هي الجملة التي يدخل عليها أحد أدوات النفي، مثل: لم ينفع الأمم إلا أبناؤها المخلصون.
حيث تُقسم أداوت النفي إلى قسمين، وهما: الحروف، وهي: (لم، لا، ولن، ولما، وإنْ، ولات، وما)، والأفعال، مثل الفعل الناقص (ليس).

### الجملة الاسمية المؤكدة
الجملة الاسميّة المؤكدة هي الجملة التي تدخل عليها أداة من أدوات التوكيد التي تؤكد العلاقة الإسناديّة بين المبتدأ والخبر، وحروف التوكيد هي: أنّ، وإنّ، ولام الابتداء، ونونا التوكيد الثقيلة والخفيفة، ولام القسم، وقد، ولكن، وإلى، والحروف النافية الزائدة، مثل: «ما، ولا، والباء، وفي»، ومن الأمثلة عليها: «للعلم سلاحٌ»، و«إنّ العلم سلاحٌ»، و«والله إنّ الاتحاد قوة»، ومن الطرق الأخرى للتوكيد أسلوب القصر، كقوله تعالى: (وَمَا مُحَمَّدٌ إِلَّا رَسُولٌ)، وضمير الفصل، كقوله تعالى: (كانوا هُمُ الخاسِرينَ).

## المبتدأ
المبتدأ: هو اسم مُفرد أُسند إليه الخبر، وحكمه الرفع. لا بد أن يكون المبتدأ اسماً مفرداً، ليس جملة ولا شبه جملة، ولكنه يأتي مصدراً مؤولاً.

### أقسام المبتدأ
يُقسم المبتدأ إلى ثلاثة أقسام:
1. الاسم الصريح أو المفرد، مثل: الجوُّ صافٍ، المبتدأ هنا هو (الجوُّ)، وهو اسم صريح.
2. الضمير المنفصل، مثل: أنتم رجال المستقبل، المبتدأ هنا هو (أنتم)، وهو ضمير منفصل.
3. المصدر المؤول، مثل: أن تتحدث بسرعةٍ أصعب لفهم الناس، المبتدأ هنا هو (أن تتحدث)، وهو مصدر مؤول، وتقدير الجملة هو (حديثك بسرعة أصعب لفهم الناس).أما بالنسبة للحروف المصدرية فهي (أن، أنَّ، كي، ما، لو).

### التطابق بين مبتدأ الوصف ومرفوعه
للمبتدأ الوصف مع مرفوعه ثلاث حالات هي:
1. التطابق في الإفراد.
2. التطابق في التثنية والجمع.
3. عدم التطابق بين الوصف ومرفوعه.

## الخبر
الخبر: هو الجزء من الكلام الذي يكون مع المبتدأ معنى تاماً.ممكن أن يتعدد الخبر للمبتدأ الواحد، مثل: محمد ذكي كريم طويل.
يقسم الخبر إلى ثلاثة أقسام:

### الخبر مفرد
مثل: (الجو «جميل») «فجميل» خبر مفرد على شكل كلمة واحدة ولا يكون جملة أو شبه جملة كالتالي:

### خبر الجملة
يكون الخبر الجملة على شكلين أو قسمين:

#### الخبر على شكل جملة فعلية
مثل: (محمد «يأكل الفاكهة») «يأكل الفاكهة» هي جملة فعلية تكون في محل رفع خبر المبتدأ «محمد» وتتكون الجملة الفعلية من: يأكل وهو فعل مضارع وفاعل وهو ضمير مستتر تقديره هو عائد على «محمد» والفاكهة مفعول به.

#### الخبر على شكل جملة اسمية
مثل (الشمس حرارتها مرتفعة): هي جملة اسمية تكون في محل رفع خبر المبتدأ (الشمس).

### الخبر شبه الجملة
يكون على شكلين أو قسمين:

#### الخبر شبه الجملة من الجار والمجرور
مثل: (العصفور «على الشجرة»).شبه جملة من الجار والمجرور في محل رفع الخبر.

#### الخبر شبه الجملة من الظرف
مثل (العصفور فوق الشجرة).

## الابتداء بالنكرة
يتقدم الخبر على المبتدأ إذا كان الخبر شبه جملة والمبتدأ نكرة.

## وجوب تقديم المبتدأ
يتقدم المبتدأ على الخبر وجوباً في الحالات التالية:
1. إذا تساوى المبتدأ والخبر في التعريف، مثل: المسجدُ الأقصى مسرى الرسول.
2. إذا تساوى المبتدأ والخبر في التنكير، مثل: أصبرُ منكَ في الشدائد أقدرُ منكَ على الحياة.
3. إذا كان المبتدأ من الألفاظ التي لها حق الصدارة في الجملة، مثل: ما التعجبية في: ما أجملَ السماء! وأسماء الاستفهام في مثل: من في البيت؟ وأسماء الشرط، مثل: من يزرع يحصُد، والاسم المبدوء بلام الابتداء، مثل: لمحمدٌ رسولٌ كريم.
4. إذا كان المبتدأ محصوراً في الخبر، مثل: ما الحياةُ إلا كفاحٌ.
5. إذا كان خبر المبتدأ جملةً فعليةً، فاعلها ضمير مستترعائدٌ على المبتدأ، مثل: الباطلُ يضمحلُ.

## وجوب تقديم الخبر
يتقدم الخبر على المبتدأ وجوباً في الحالات التالية:
1. إذا كان الخبرُ اسم استفهام، مثل: متى الخلاصُ؟
2. إذا كان الخبرُ محصوراً في المبتدأ، مثل: إنما فارسٌ عنترة.
3. إذا كان في المبتدأ ضميرٌ عائدٌ على بعض الخبر، مثل: للمرأةِ دورها في المجتمع.
4. إذا كان الخبرُ شبهَ جملة، والمبتدأ نكرةً غيرَ مخصصةٍ بوصفٍ أو بإضافةٍ، مثل: قربَ المدرسةِ جامعٌ.

## الحذف

### الحذف الجائز
يجوز حذف المبتدأ؛ لوجود قرينةٍ دالةٍ على المحذوف، مثل: كتابٌ، إذا كان جواباً لمن يسألُ: ماهذا؟
يجوز حذف الخبر أيضاً، مثل: عليٌ، إذا كان جواباً لمن يسأل: من طبيبك؟

### الحذف الواجب
يحذف المبتدأ وجوباً في حالاتٍ، منها:
1. إذا كان خبر المبتدأ مصدراً يسد مسد فعله، ويُغني عن ذكره، مثل: صبرٌ جميلٌ.
2. إذا كان خبر المبتدأ مشعراً بالقسم، مثل: في ذمتي لأدافعن عن المظلوم.

يحذف الخبر وجوباً في حالاتٍ، منها:
1. إذا وقع المبتدأُ بعد لولا، مثل: لولا المتابعةُ والدراسةُ، مانجحتُ.
2. إذا كان المبتدأ نصاً صريحاً في القسم، مثل: ايمُ اللهِ، لأحسنن لوالدي.
3. إذا كانت واو العطف بعد المبتدأ تدل على المشاركة والاقتران بين المبتدأ والاسم المعطوف، مثل: كلُ امرئٍ وطباعُه.